# Tamasín
Tamasín (en árabe: اتماسينت‎, en francés: Tamsinet) es una localidad marroquí perteneciente al municipio de Amexáu, en la región Oriental. Desde 1912 hasta 1956 perteneció a la zona norte del Protectorado español de Marruecos.